# Папуга бурокрилий
Папу́га бурокрилий (Touit stictopterus) — вид папугоподібних птахів родини папугових (Psittacidae). Мешкає в Андах.

## Опис
Довжина птаха становить 17-18 см. Забарвлення переважно зелене, крила бурі, покривні пера крил на кінці білі, два центральних другорядних покривних пера на кінці оранжеві. Хвіст короткий, квадратної форми, зверху зелений, знизу оливково-жовтий. Дзьоб сірий, на кінці жовтий. У самиць і молодих птахів покривні пера крил зелені, біля основи чорні, щоки більш яскраво-жовті.

## Поширення і екологія
Бурокрилі папуги мешкають на східних схилах Анд в Колумбії, Еквадорі і Перу. Вони живуть у вологих гірських тропічних лісах, переважно на висоті від 1050 до 1700 м над рівнем моря, місцями на висоті від 500 до 2300 м над рівнем моря. Зустрічаються зграйками від 5 до 12 птахів, іноді парами. Живляться плодами, зокрема плодами фікусів.

## Збереження
МСОП класифікує стан збереження цього виду як близький до загрозливого. За оцінками дослідників, популяція бурокрилих папуг становить від 5000 до 21000 дорослих птахів. Їм загрожує знищення природного середовища.